# Once Upon a Time in China II
Once Upon a Time in China II è un film del 1992 diretto da Tsui Hark.
Il secondo capitolo di Once Upon A Time in China prosegue il discorso avviato dal predecessore, aggiungendo ulteriori elementi storici quali la rivolta dei Boxer (setta con origini dal Loto Bianco) e la figura storica di Sun Yat-sen, padre della Repubblica Cinese post-imperiale e pre-maoista (quindi pre-rivoluzione del 1949).

## Trama
Nella Cina della fine del XIX secolo, un maestro di arti marziali si trova coinvolto in una congiura per rovesciare il potere imperiale.

## Sequel
Nel 1993 uscì Once Upon a Time in China III, terzo capitolo della saga, diretto sempre da Tsui Hark ed interpretato sempre da Jet Li.